# Estació Terminal Príncep d'Espanya
Terminal Príncep d'Espanya és una estació ferroviària de mercaderies de l'Autoritat Portuària de Barcelona (APB), on es descarreguen i carreguen automòbils nous en trens de diferents operadors, entre ells Renfe Mercancías i Ferrocarrils de la Generalitat de Catalunya (FGC). Està situada al moll del mateix nom del Port de Barcelona. Aquest article se centra en l'operació que fa a la terminal l'empresa pública  FGC.

## Història
Tot i que la idea es venia estudiant des de feia uns anys, no va ser fins al 22 de juny de 2005 quan es va signar un conveni entre la Generalitat de Catalunya, SEAT, l'Autoritat Portuària de Barcelona (APB) i  FGC per adaptar la línia Llobregat-Anoia pel transport de vehicles nous des de la factoria SEAT a Martorell fins al port de Barcelona. Per portar-ho a terme es van haver de fer diverses obres i adquirir material nou:
- Construcció d'un nou ramal ferroviari d'accés a la factoría de SEAT a Martorell, aprofitant part de l'antic ramal que va estar en servei entre els anys 1975 i 1977 per transport de viatgers (treballadors de la fàbrica).[3] Aquesta obra la va executar la  Conselleria d'Obres Públiques i Transports de la Generalitat de Catalunya.
- Construcció de diverses vies d'ample mètric a la Terminal Príncep d'Espanya, al port de Barcelona, obra realitzada per l'Autoritat Portuària de Barcelona.
- Per la seva banda,  FGC va adquirir els vagons de la  sèrie 65.000.

Per fer aquest transport, el 10 de febrer de 2006 es va constituir la societat Autometro S.A., les accions de les quals van ser inicialment suscrites per Comsa Rail Transport S.A. i PECOVA S.A. Posteriorment s'hi va incorporar a l'accionariat  FGC (autorització del Govern de la Generalitat del 7 de novembre de 2006), quedant les accions repartides entre FGC en un 60%, Comsa Rail Transport S.A. en un 30% i PECOVA S.A. en un 10%.
Al moll Príncep d'Espanya ja existien tres vies d'ample ibèric, que eren utilitzades per la manipulació de contenidors de la terminal de Tercat (Terminal Catalunya). Les obres executades per l'APB van consistir en la instal·lació d'un tercer carril en una d'elles. Un cop fetes totes les actuacions, el 18 de gener de 2008 van començar a circular els trens de transport d'automòbils nous.
L'any 2013 es va traslladar la terminal de contenidors operada per Tercat, del moll Príncep d'Espanya al moll Prat, alliberant 34 hectàrees de terreny. Una part es va destinar al moviment de productes siderúrgics (9,3 hectàrees), però la major part va servir per ampliar la zona transitòria d'automòbils. El mateix any, l'APB va dotar dues de les tres vies (les que no tenien ample mètric) d'un tercer carril per admetre també trens d'ample estàndard.
El juny de 2017, l'Autoritat Portuària de Barcelona (APB) va adjudicar l'obra per ampliar la longitud de les vies de la terminal, per tal d'admetre trens de fins a 750 metres de longitud, el nou estàndard europeu. A més, es va aprofitar aquesta actuació per dotar els desviaments amb accionament elèctric i instal·lar senyals lluminosos. Aquestes actuacions es van posar en servei per fases a llarg de l'any 2018.

## Instal·lacions
La terminal sempre ha disposat de tres vies, que enllacen amb la línia de  Barcelona-El Port a Sant Boi per ambdós costats (nord i sud). Inicialment, les dues vies més properes a la línia principal eren d'ample ibèric, i la més allunyada d'ample mixt, ibèric i mètric. Les longituds variaven entre uns 400 i uns 500 metres. Actualment, després de les obres executades entre els anys 2017 i 2018, les tres vies són de major longitud, entre els 947 i els 1.119 metres, i són totes d'ample mixt: ibèric i estàndard la més propera a la línia principal, i ibèric, estàndard i mètric les altres dues.
Tots els desviaments són d'accionament elèctric, comandats mitjançant polsadors accionats pels agents de maniobres, i estan protegits per senyals lluminosos. La terminal té un tancament perimetral, amb dues portes d'accionament elèctric, una a cadascun dels accesos ferroviaris.

## Operacions
Abans de començar el servei operat per Autometro S.A., i encara durant uns anys, a la terminal arribaven i sortien trens amb contenidors, que eren carregats i descarregats mitjançant grues mòbils.
En començar el servei d'Autometro S.A. el gener de 2008, arribaven tres trens diaris de FGC carregats d'automòbils. La descàrrega es va fer inicialment a la via general de la línia de  Barcelona-El Port a Sant Boi, per no interferir amb el moviment dels contenidors, utilitzant la via interior de la terminal només per la maniobra d'inversió de la locomotora. Això va canviar després del trasllat de la terminal de contenidors de Tercat el 2013: a partir de llavors, els trens arriben i es descarreguen dins de la terminal, fent la inversió de sentit de la locomotora per la via general de la línia de  Barcelona-El Port a Sant Boi.
També a partir del 2013, a la terminal arriben i surten trens de transport d'automòbils d'altres empreses ferroviàries, tant d'ample de via ibèric com d'ample estàndard.
Els trens d'FGC sempre han seguit la mateix operativa de descàrrega: quan arriba el tren, es desacobla la locomotora i es fa la inversió de sentit per situar-se a l'altre costat del tren, desacoblada. Mentrestant, les brigades d'estibadors situen a cua del tren una rampa mòbil i descarreguen els cotxes, primer d'un pis, i després de l'altre. Un cop finalitzada la descàrrega, la locomotora s'acobla al tren i retorna cap a la fàbrica de SEAT a Martorell.

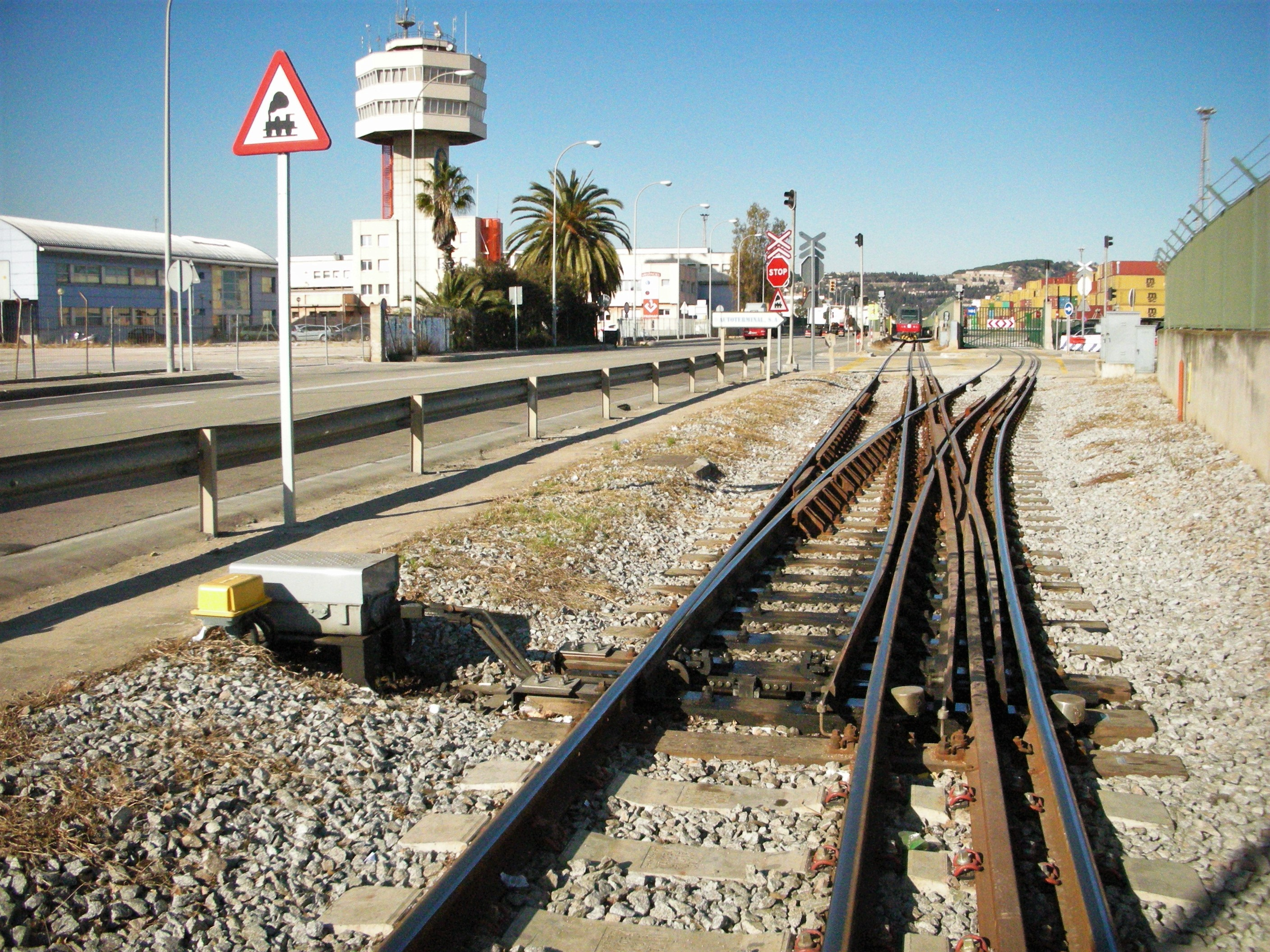
Desviament de tres amples que dona accés a la terminal des de la línia general pel costat sud.
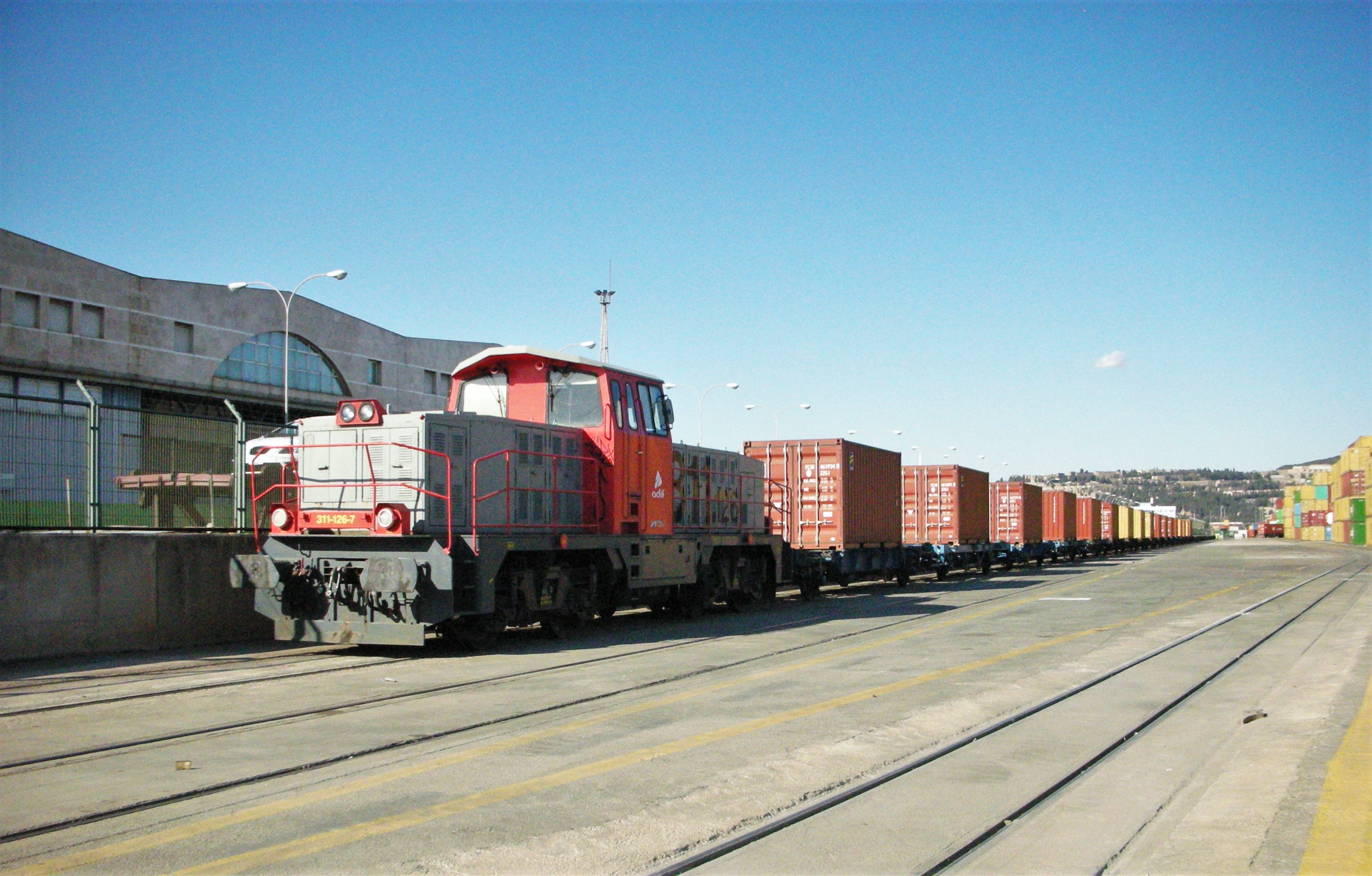
En l'època en què convivien el trànsit de contenidors i automòbils, tren d'ADIF dins de la terminal.
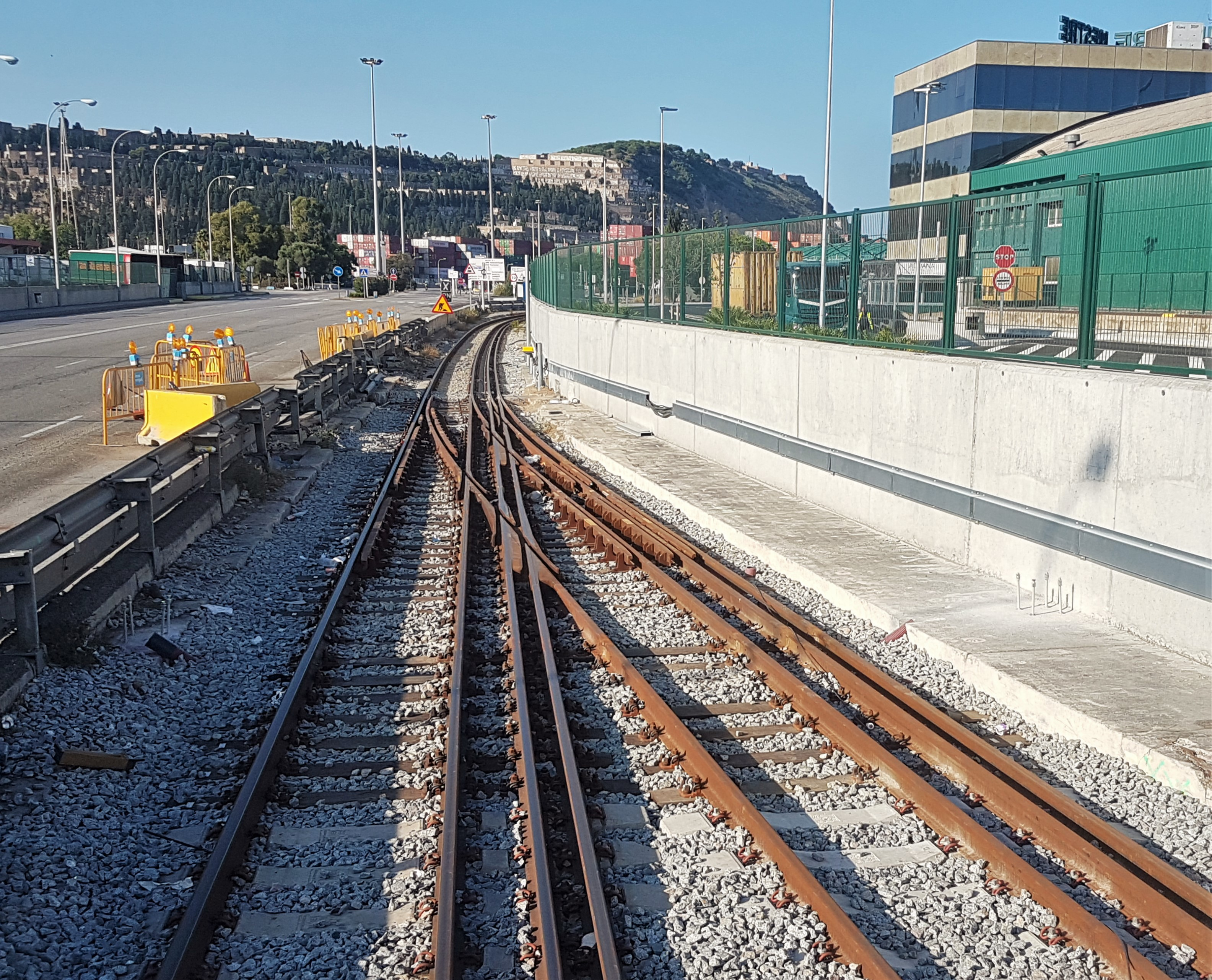
Desviament de tres amples que dona accés a la terminal des de la línia general pel costat nord.
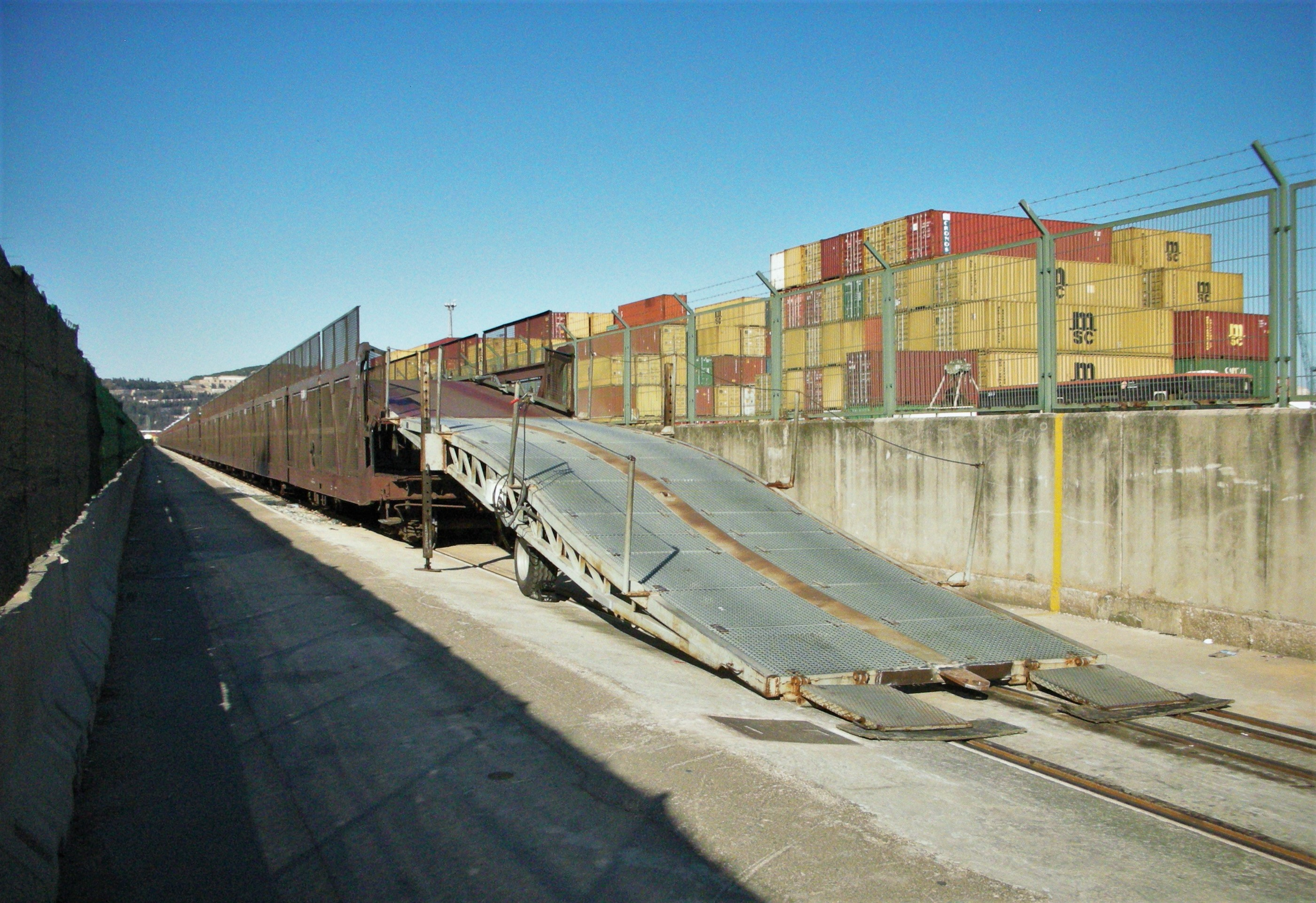
El tren d'automòbils d'FGC a la terminal, durant l'època en què la descàrrega es feia a la via general.